# 佩尔纳姆帕图
佩尔纳姆帕图（Pernampattu），是印度泰米尔纳德邦Vellore县的一个城镇。总人口41323（2001年）。

## 人口
该地2001年总人口41323人，其中男性20531人，女性20792人；0—6岁人口6332人，其中男3243人，女3089人；识字率58.52%，其中男性为66.18%，女性为50.96%。